# 34511 Aleenasaji
34511 Aleenasaji este o planetă minoră (asteroid), cu un diametru de 3,266 km, din centura de asteroizi. A fost descoperită pe 28 septembrie 2000 la Experimental Test Site⁠(d) de Lincoln Near-Earth Asteroid Research. 
Obiectul prezintă o orbită caracterizată de o semiaxă mare de 2,2617397 UAi, o excentricitate de 0,17, o înclinație de 6,37283 ° în raport cu ecliptica.